# Veronica Bertolini
Veronica Bertolini (Sondrio, 19 ottobre 1995) è un'ex ginnasta italiana, individualista della Nazionale di ginnastica ritmica dell'Italia.
Ha vinto il titolo nazionale agli Assoluti 2013, 2014, 2015, 2016 e 2017.

## Carriera sportiva
Valtellinese di Talamona, inizia a praticare ginnastica ritmica all'età di 8 anni nella società Akros Morbegno, e nel 2008 si trasferisce a Desio, tesserandosi per la società desiana San Giorgio '79. Nel 2010 e 2011 vince il campionato nazionale di categoria. Dal 2008 con la squadra della sua società partecipa al campionato nazionale di serie A1, e nel 2014 la San Giorgio '79 diventa campione d'Italia.
Nel 2010 entra a far parte della nazionale italiana giovanile. Partecipa ai Campionati europei di ginnastica ritmica a Brema. Lo stesso anno ha anche fatto parte della Nazionale impegnata nella prima edizione dei Giochi olimpici giovanili.
La sua carriera internazionale senior è invece iniziata nel 2011. Partecipa a varie tappe di World Cup, come quella a Kiev, Pesaro, San Pietroburgo, Sofia e Grand Prix come quello di Thiais.
Nel 2013 partecipa ai Europei di Vienna 2013, classificandosi 21ª, e ai successivi XXXII Campionati del Mondo di Kiev, raggiungendo la 28ª posizione. Migliora nettamente la sua posizione ai XXXIII Campionati mondiali di ginnastica ritmica 2014 a Smirne, centrando la finale a 24, classificandosi 22ª.
Nel 2014 partecipa, con la compagna di nazionale Alessia Russo, allo stage di un mese presso il centro tecnico nazionale di Novogorsk, in Russia.
Nel 2015 si classifica 15º al Grand Prix di Mosca, e 19º alla World Cup di Lisbona. Alla World Cup di Pesaro conquista invece la 26ª posizione. Partecipa ai Campionati europei di ginnastica ritmica 2015 a Minsk, dove raggiunge la 19ª posizione. Altro importante appuntamento è stata la XXVIII Universiade a Gwangju, Corea del Sud, dove conquista un prestigioso 10º posto in classifica. 15º e 28º sono invece le posizioni raggiunte rispettivamente alla World Cup di Bucarest e a quella di Kazan'. Prende parte ai Campionati mondiali di ginnastica ritmica 2015 a Stoccarda, in Germania, classificandosi 21º.
Con le compagne di squadra Arianna Malavasi e Francesca Majer, partecipa all'Aeon Cup, a Tokyo, competizione riservata alle migliori società del mondo.
Il 21 aprile 2016 si classifica al quarto posto nell'all around del Test Event di Rio de Janeiro conquistando così la qualificazione individuale per la XXXI Olimpiade in programma proprio nella città carioca ad agosto.
Il 27 gennaio 2018 Veronica Bertolini annuncia il suo ritiro dall'attività agonistica.